# Rudolf Eckstein
Rudolf Eckstein (født 1. januar 1915, død 25. maj 1993) var en tysk roer og olympisk guldvinder.
Eckstein roede for den lokale klub, Würzburger RV, og han roede først otter, som han blev tysk mester i i 1933. Han skiftede derpå til firer uden styrmand og blev tysk mester i denne båd 1934-1936, ligesom båden blev europamester i 1934, mens han i 1935 blev europamester i firer med styrmand.
Europamestrene fra 1934 var foruden Eckstein Toni Rom, Martin Karl og Wilhelm Menne, og de blev udtaget til OL 1936 i Berlin. Her vandt de deres indledende heat i ny olympisk rekordtid, og i finalen var schweizerne regnet som deres største konkurrenter, men den schweiziske besætning var udmattede, idet de også roede både firer med styrmand og otter ved legene, så kampen om guldet kom til at stå mellem Tyskland og Storbritannien. Briterne gav tyskerne en god kamp, men måtte nøjes med sølvet, næsten fem sekunder langsommere end tyskerne. Schweiz fik bronze.
Efter OL skiftede Eckstein til Ruderklub am Wannsee i Berlin, og her her roede han toer uden styrmand sammen med Heinrich Stelzer, og de blev tyske mestre i denne båd i 1938 og 1939 samt europamestre i 1938.

## OL-medaljer
- 1936:  Guld i firer uden styrmand